# Kyūkyoku chōjin R
Kyūkyoku chōjin R (究極超人あ～る, Kyūkyoku chōjin āru) est un manga humoristique de type shōnen de Masami Yūki, prépublié dans le Shonen Sunday de 1985 à 1987, et paru en 9 volumes reliés.

## Résumé de l'histoire
R Tanaka est androïde farfelu qui intègre une classe de première dans un lycée haut en couleur. Le professeur Nariyuki Narihara l'avait créé dans le but de conquérir le monde, avant de découvrir que celui-ci était incapable d'accomplir une tâche de si grande envergure.
Friand de riz, portant toujours des sandales aux pieds, R n'a aucun mal à s'intégrer dans un lycée où il n'est peut être pas le plus excentrique : s'y côtoient entre autres un travesti, un fantôme, Tosaka, un élève sadique et provocateur, ainsi que le professeur Narihara, qui intervient dans les moments les plus inopportuns.